# سارة الزين
سارة الزين (1987م) شاعرة وروائية لبنانية - فرنسية، من جبل عامل.

## سيرة
ولدت سارة بشّار الزين في بيروت في 7 تموز 1987، وهي من بلدة شحور الواقعة في قضاء صور في جنوب لبنان. حازت شهادة الماجستير في اللغة العربية وآدابها في الجامعة اللبنانية في العام 2021، وكان موضوع الرسالة بعنوان: «المنهج البنيوي عند يمنى العيد بين النظرية والتطبيق، تقنيات السرد الروائي – في معرفة النص دراسات في النقد الأدبي – أنموذجين»، وحازت تنويه اللجنة التي عقدت في عمادة كلية الآداب في الجامعة اللبنانية، برئاسة أ. د. كامل فرحان صالح مشرفًا ورئيسًا، وعضوية: أ.د. أيمن القادري، وأ. د. نتالي الخوري غريب. وكانت سارة قد حازت شهادة ماجستير تعليمي في العلوم الطبيعيّة، ودبلوم دراسات متعمّقة في اللغة الفرنسية، وإجازة في الأدب العربي في الجامعة اللبنانية. وعملت منقّحة ومدققة لغوية لبعض دور النشر.
كتبت العديد من المقالات النقدية والصحافية، ولها مشاركات في العديد من الأمسيات والمهرجانات اللبنانية والعربية.

## أعمالها
لها عدد من الأعمال المنشورة، ومنها:

### السرد
- شعاع في الليل الحالك، 2001
- على شاطئ الخلود، 2004
- جرح على عمق الزمن، 2005
- ليتها تموت، 2008

### الشعر
- حتى مطلع الشعر، 2021[17][18][19]

### النقد
- العَرّاف، 2021، دراسة نقدية في شعر الشاعر عصام العبد الله[20]

## روابط خارجية
- بيت القصيد: الشاعرة اللبنانية سارة الزين
- سارة الزين: الشعر يهذب الأسلوب الروائي عندي
- الشاعرة سارة الزين عن الجدل حول الحجاب: ”لاتجلدوا الناس على خياراتها“
- سارة بشار الزين تستحضر واحدة من أهم النقاد العرب: يمنى العيد أول البنيويين العرب أسست مشروعها النقدي على السؤال المستمر